# Жим (тяжёлая атлетика)
Жим (жим двумя́ рука́ми) в тяжёлой атлетике — одно из базовых соревновательных упражнений.

## Описание
Жим входил в программу соревнований по поднятию штанги, как одно из упражнений троеборья с 1928 по 1972 годы. В 1972 году был исключён из соревнований по поднятию штанги, из-за трудности в оценке правильности выполнения данного упражнения. В программу троеборья входили также рывок и толчок.
Упражнение жим выполняется в 2 фазы:
1. Первая — штангист приседает перед штангой, отрывает её от пола, вскидывает штангу на грудь и встаёт.
2. Вторая — штангист должен поднять штангу (выжать штангу) на вытянутые руки вертикально вверх только с помощью силы рук.

Трудности в оценке правильности выполнения упражнения связаны со второй фазой упражнения. Иногда штангисты не выжимают штангу плавно руками, а подталкивают её, иногда слегка приседают и отталкиваются ногами, иногда штангист слегка покачивает штангу из стороны в сторону. Чёткую грань между чисто выполненным жимом и нарушением часто невозможно установить. Также, постоянное и, что хуже всего, молниеносное переламывание в пояснице рано или поздно приводило к травмам позвоночника. По этим причинам в 1972 году жим был исключён из соревнований по поднятию штанги.